# Michael Ben David
Michael Ben David (in ebraico מיכאל בן דוד‎?; Ascalona, 26 luglio 1996) è un cantante e ballerino israeliano.
Ha rappresentato Israele all'Eurovision Song Contest 2022 con il brano I.M.

## Biografia
Figlio di padre di origine georgiana e di madre con radici russo-ucraine, Michael Ben David è il secondo di cinque fratelli e sorelle. È cresciuto a Petah Tikva, nell'area metropolitana di Tel Aviv. Dopo il servizio di leva obbligatorio, ha iniziato a prendere lezioni di recitazione.
È salito alla ribalta nel 2021 con la sua partecipazione alla quarta edizione del talent show The X Factor Israel, dove ha avuto come mentore Netta Barzilai. Il 5 febbraio 2022, durante la finale del programma, è stato incoronato vincitore, ottenendo inoltre la possibilità di rappresentare il suo paese all'Eurovision Song Contest a Torino. Il suo brano eurovisivo, I.M, è stato scelto dal pubblico e preferito al suo altro inedito Don't. Nel maggio successivo Michael Ben David si è esibito durante la seconda semifinale della manifestazione europea, dove si è piazzato al 13º posto su 18 partecipanti con 61 punti totalizzati, non riuscendo a qualificarsi per la finale.

## Vita privata
È apertamente omosessuale e vive a Ramat Gan con il compagno Ram Roi.

## Discografia

### Singoli
- 2022 – I.M
- 2022 – Don't